# داني كاميرون (سياسي)
داني كاميرون هو سياسي كندي، ولد في 10 نوفمبر 1924 في كندا، وتوفي في 12 أبريل 2009 في فريدريكتون في كندا. حزبياً، نشط في New Brunswick Confederation of Regions Party ‏. وقد انتخب عضو الجمعية التشريعية لنيو برونزويك ‏.